# Санарика
Санарика (итал. Sanarica) — коммуна в Италии, располагается в регионе Апулия, в провинции Лечче.
Население составляет 1462 человека (2008 г.), плотность населения составляет 121 чел./км². Занимает площадь 12 км². Почтовый индекс — 73030. Телефонный код — 0836.
Покровительницей коммуны почитается Пресвятая Богородица (Madonna delle Grazie), празднование 8 сентября.

## Демография
Динамика населения:

## Администрация коммуны
- Официальный сайт: https://web.archive.org/web/20080306113617/http://www.comunesanarica.le.it/